# Lex Aternia Tarpeia
La Lex Aternia Tarpeia de multis (o semplicemente Lex Aternia Tarpeia) è una legge romana del 454 a.C. che regolava il pagamento di multe e ammende. Fu votata dai comizi centuriati su proposta dei consoli Spurio Tarpeio Montano Capitolino e Aulo Aternio Varo Fontinale, dai quali prende il nome.

## Il contesto storico-politico
L'anno del consolato di questi due magistrati e della promulgazione della legge si inserisce in un'epoca di forti tensioni fra i tribuni della plebe e l'aristocrazia patrizia. I consoli uscenti Tito Romilio Roco Vaticano e Caio Veturio Cicurino erano stati colpiti da pesanti ammende votate dai magistrati plebei per aver privato i loro soldati della spartizione del bottino in occasione di una vittoria sugli Equi. Stando alla tradizione di Dionigi, sembrerebbe che la lex Aternia Tarpeia sia stata introdotta proprio in conseguenza di questo episodio per far fronte all'abuso sanzionatorio dei tribuni e degli edili plebei. Dionigi non menziona la lex specificamente come "lex Aternia Tarpeia", ma parla genericamente di una lex centuriata fatta approvare dai consoli di quell'anno, che lui riferisce essere appunto Aternio (che però è menzionato dallo storico di Alicarnasso come "Terminio") e Tarpeio. Nella tradizione di Tito Livio il contesto politico di contrasto tra magistrature plebee e patriziato è riportato in termini sostanzialmente coincidenti, ma non è presente alcuna menzione dell'approvazione della lex. Esplicite menzioni alla legge sono invece presenti nelle tradizioni di Cicerone, di Aulo Gellio e di Festo, che però non fanno alcun riferimento al contesto storico che avrebbe condotto alla sua introduzione.

## Il contenuto normativo dellalex Aternia Tarpeia
Se è pacifico che la lex regolamentasse in qualche modo il pagamento di multe e ammende, le tradizioni differiscono parecchio con riguardo al suo preciso contenuto normativo.
Quasi nulla viene riferito da Cicerone, che si limita a riportare che fosse una lex in materia di multe molto apprezzata. 
Secondo Aulo Gellio la lex Aternia Tarpeia avrebbe stabilito una scala di equivalenza in assi per il preesistente limite della c.d. multa suprema; infatti fino a quel momento le ammende erano state pagate in bestiame, con un ammontare massimo (multa suprema) di due ovini e trenta bovini al giorno e un ammontare minimo di un ovino. La qualità del bestiame però non era omogenea, il che provocava delle disuguaglianze nel pagamento delle sanzioni. La nuova legge avrebbe quindi provveduto così a correggere questo difetto stabilendo una scala di equivalenza in moneta: dieci assi per un ovino e cento assi per un bovino.
Sostanzialmente coincidente è la ricostruzione riportata da Festo che appunto attribuisce alla lex Aternia Tarpeia l'introduzione della scala di equivalenza in assi, negli stessi termini riferiti da Gellio, e di conseguenza la definizione dell'importo della multa maxima (così Festo si riferisce al limite che Gellio chiama multa suprema) in 3020 assi (equivalenti a trenta bovini e due ovini).
La stessa scala di equivalenza è riportata anche da Plutarco, il quale però, non facendo alcuna menzione della lex Aternia Tarpeia, attribuisce tale introduzione normativa genericamente ad una lex successiva alla lex Valeria de provocatione del 509 a.C., intervenuta appunto per risolvere il problema della disomogeneità qualitativa dei capi di bestiame.
Stando alla ricostruzione che emerge dalle tradizioni di Gellio, Festo e Plutarco, si potrebbe quindi ritenere che i consoli abbiano voluto semplificare (consentendo il ricorso allo strumento monetario per valore equivalente) il pagamento delle sanzioni pecuniarie, sempre più spesso irrogate dai magistrati plebei (tribuni ed edili) ai danni dei patrizi che, nello svolgimento delle loro funzioni magistratuali, avevano preso decisioni molto impopolari in seno alla comunità plebea.
Molto diversa è però la tradizione di Dionigi, che pure è la fonte che riporta con maggiore dettaglio il contesto politico dell'introduzione legislativa; secondo lo storico di Alicarnasso la lex proposta avrebbe previsto l'introduzione del limite massimo di trenta (non due) ovini e due (non trenta) bovini al fine di circoscrivere i margini di discrezionalità sanzionatoria da parte delle magistrature plebee. 
Quindi se nella ricostruzione degli altri autori il limite della multa suprema/maxima si intende preesistente alla lex Aternia Tarpeia, che appunto si sarebbe limitata ad introdurre la scala di equivalenza in moneta, in quella di Dionigi la lex avrebbe invece introdotto proprio il limite massimo dell'importo in bestiame e non la scala di equivalenza in assi. 
Coerenti con tale tradizione appaiono i succinti riferimenti di Cicerone che, dopo essersi limitato a dire che la lex Aternia Tarpeia fosse in materia di multe, aggiunge che una lex successiva, la lex Iulia Papiria de multarum aestimatione del 430 a.C., avrebbe consentito il riscatto del bestiame con somme di denaro per facilitare il pagamento di sanzioni di elevato importo pecuniario, lasciando intendere che la scala di equivalenza in moneta non fosse stata quindi introdotta dalla precedente lex Aternia Tarpeia.
La dottrina romanistica (che comunque ha rilevato varie criticità nella tradizione di Dionigi) ha sdrammatizzato la questione rilevando, da un lato, come potesse essersi reso necessario riaffermare il limite massimo all'importo delle sanzioni pecuniarie e, dall'altro lato, come la lex Iulia Papiria abbia potuto rendere obbligatorio il riscatto in moneta per valore equivalente, che la lex Aternia Tarpeia  si era limitata a rendere possibile a mero titolo facoltativo, in risposta a ragioni di interesse contabile/finanziario dell'erario che poteva preferire l'incasso degli importi in moneta comportando quest'ultima vari vantaggi logistici: da un lato la moneta non esponeva a costi di manutenzione e gestione e a rischi da deperimento e da disomogeneità qualitativa propri del bestiame, e dall'altro l'incameramento di valuta risultava nella pratica più semplice.
In questa prospettiva la lex Aternia Tarpeia potrebbe aver riaffermato il limite massimo della multa, come riportato da Dionigi, per via del fatto che spesso esso veniva disatteso, e allo stesso tempo aver per la prima volta introdotto una scala di equivalenza in assi, come riportato da Gellio e Festo, mentre la lex Iulia Papiria sarebbe tornata sulla questione, come riportato da Cicerone, per rendere obbligatorio e definitivo il sistema del riscatto in moneta in favore dell'erario.

## I rapporti con lalex Menenia Sestia
A causa della tradizione confusa e contrastante delle fonti, la dottrina romanistica si è dovuta cimentare nella definizione dei rapporti tra la lex Aternia Tarpeia e la lex Menenia Sestia che risultano introdotte nella medesima materia de multis nel giro di pochi anni (la lex Menenia Sestia è stata introdotta nel 452 a.C., appena due anni dopo la lex Aternia Tarpeia).
Il nocciolo del problema è dato dal fatto che l'unica fonte che riporta il contenuto normativo della lex Menenia Sestia è Festo, il quale però evidentemente sembra aver fatto confusione tra le due leges perché riporta che la lex Menenia Sestia avrebbe introdotto il limite, in bestiame, della multa maxima e che la lex Aternia Tarpeia lo avrebbe successivamente munito di scala di equivalenza in moneta. Tale ricostruzione contrasta però con il fatto che stando alle altre fonti il consolato di Tito Menenio Lanato e Publio Sestio Capitone, latori della lex Menenia Sestia, avrebbe avuto luogo solo nel 452 a.C., e quindi ben due anni dopo l'introduzione della lex Aternia Tarpeia che secondo Festo avrebbe dovuto integrarla.
Le ipotesi della dottrina sono varie: la lex Menenia Sestia potrebbe aver costituito un doppione o una riaffermazione della norma già introdotta dalla lex Aternia Tarpeia, oppure potrebbe averla emendata o integrata, anche se risulta complesso determinare precisamente in che modo.

## I rapporti con l'istituto dellaprovocatio ad populum
La questione nasce dal fatto che nessuna fonte riporta quali strumenti, ai sensi della lex Aternia Tarpeia, fossero adoperabili nel caso della violazione da parte dei magistrati del limite della multa suprema/maxima. La dottrina si è quindi interrogata sulla possibilità che a seguito dell'introduzione della lex Aternia Tarpeia si sia affermata l'applicabilità della provocatio ad populum avverso provvedimenti sanzionatori pecuniari di importo superiore al limite massimo.
Casi di provocatio esperita avverso multe sono effettivamente riportati, ma essi sono assai tardi rispetto all'introduzione della lex Aternia Tarpeia; inoltre, se si presta fede alla tradizione di Dionigi si dovrebbe intendere che la lex sia stata introdotta anzitutto per limitare l'arbitrio delle magistrature plebee, che, secondo la ricostruzione più diffusa in dottrina, non erano soggette alla provocatio, istituto di origine patrizia introdotto per limitare l'imperium magistratuale e non la summa coercendi potestas tribunizia.
Resta comunque molto probabile (questa è l'opinione più diffusa in dottrina al netto di autorevoli posizioni contrarie) che la lex Aternia Tarpeia abbia potuto prevedere l'estensione dell'ambito applicativo della provocatio ai provvedimenti multatici. D'altronde che il limite della multa suprema/maxima fosse assoluto e non potesse essere superato nemmeno demandando la decisione alle assemblee popolari, in un ordinamento in cui era invece consentito a tali condizioni irrogare pene addirittura di natura capitale, pare assai improbabile.

### Fonti primarie
- Tito Livio, Storia di Roma, Libri III e XXXVII
- Dionigi di Alicarnasso, Antichità romane, Libro X
- Marco Tullio Cicerone, De re publica, Libro II
- Aulo Gellio, Noctes Atticae, Libro XI
- Sesto Pompeo Festo, De verborum significatu
- Plutarco, Vite Parallele, Publicola, Libro XI

### Fonti secondarie
- André Dacier De verborum significatu, In usum serenissimi Delphini, Amsterdam, Sumptibus Huguetanorum, 1700

- Bartolomeo Borghesi, Nuovi frammenti dei fasti consolari capitolini illustrati da Bartolomeo Borghesi, Milano, Presso Giuseppe Maspero in Santa Margherita, 1818
- W. M. Lindsay, De verborum significatu quae supersunt cum Pauli epitome, Leipzig, Teubner, 1913
- T. Mommsen, Römisches Staatsrecht, I, rist., Graz, 1952
- J. L. Strachan-Davidson, Problems of the Roman Criminal Law, I, rist., Amsterdam, 1969
- E. S. Staveley, Provocatio during the Fifth and Fourth Centuries B.C., Historia, 3, Wiesbaden, 1955
- J. Gagé, La lex Aternia, l'estimation des amendes (multae) et le fonctionnement de la commission décemvirale de 451-449 AV. J.-C., AC, 47.1, Bruxelles, 1978
- L. Garofalo, Il processo edilizio. Contributo allo studio dei 'iudicia populi', Padova, CEDAM, 1989
- B. Santalucia, Diritto e processo penale nell'antica Roma, Milano, Giuffrè, 1998
- R. Pesaresi, Studi sul processo penale in età repubblicana, Napoli, Jovene, 2005
- C. Pelloso, Ai primordi del giudizio popolare: poena capitis e garanzie del civis nella prima età repubblicana, in L. Solidoro (a cura di), Regole e garanzie nel processo criminale romano, Torino, Giappichelli, 2016
- C. Venturini, Il plebiscitum de multa T. Menenio dicenda, in F. Procchi - C. Terreni (a cura di), Scritti di diritto penale romano, I, Padova, CEDAM, 2016